# Westliche Bulldoggfledermaus

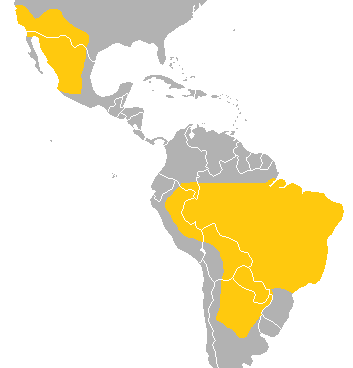
Verbreitungsgebiet der Westlichen Bulldoggfledermaus

Die Westliche Bulldoggfledermaus (Eumops perotis) ist eine Fledermausart aus der Familie der Bulldoggfledermäuse und in Nord- und Südamerika beheimatet. Sie ist die größte Fledermaus der Vereinigten Staaten. Der Artname „perotis“ leitet sich vom griechischen „per“ (durch, komplett) und „ota“ (Ohr) ab.

## Beschreibung
Die Westliche Bulldoggfledermaus ist mit einer Unterarmlänge von 73 bis 83 mm und einer Gesamtlänge von 157 bis 184 mm die größte bekannte Bulldoggfledermaus. Die Männchen sind dabei etwas größer als die Weibchen. Das Gewicht beträgt 45–73 g. Die Westliche Bulldoggfledermaus ist dunkler gefärbt als die ebenfalls in den USA vorkommende Schwesterart Eumops underwoodi. Die Fellfarbe variiert von dunkelgrau über braungrau bis schokoladenbraun, wobei der Bauch heller ist und oft die weiße Basis der Haare sichtbar ist.
Die Unterlippe ist stark behaart und runzlig. Direkt unter dem Auge befindet sich jeweils eine kleine Drüse. Die Ohren sind in der Mitte miteinander verbunden, relativ lang und ragen wenn nach vorne gelegt über die Schnauze hinaus. Der Schwanz ragt weit über die Schwanzflughaut hinaus. Die Flügel der Westlichen Bulldoggfledermaus sind schmal und lang, und somit an schnelles, langes Fliegen angepasst. Die Flughaut ist lederartig und relativ dick. Männchen besitzen eine Drüse an der Kehle, welche während der Paarungszeit vergrößert ist und eine dickflüssige, ölige Substanz produziert. Sie wird wahrscheinlich während der Balz eingesetzt, um mit ihrem Geruch Weibchen anzulocken.

## Lebensweise
Die Westliche Bulldoggfledermaus ist wie die meisten Fledermäuse nachtaktiv und ernährt sich primär von Insekten. Dabei werden fliegende Insekten mit relativ weichen, großen Körpern (z. B. Nachtfalter) bevorzugt. Die Körpertemperatur beträgt 34–35 °C, tagsüber gehen die Tiere oft in Torpor, halten jedoch wahrscheinlich keinen Winterschlaf. Kolonien von weniger als 100 Individuen halten sich meistens in Dächern, Felsspalten und anderen höhergelegenen Verstecken auf, da sie eine Mindesthöhe von 2 Metern brauchen, um losfliegen zu können.
Jungtiere werden während des Sommers geboren, wobei die Weibchen innerhalb einer Kolonie nicht synchronisiert sind und jeweils nur ein einziges Jungtier zur Welt bringen. Die Männchen werden im Gegensatz zu den Glattnasenartigen (Vespertilionidae) Nordamerikas erst im Frühling reproduktiv aktiv. Anders als andere Bulldoggfledermäuse besitzt die Westliche Bulldoggfledermaus keinen Penisknochen.

## Verbreitung
Die Westliche Bulldoggfledermaus kommt in zwei geographisch voneinander getrennten Populationen vor. Die nördliche Population erstreckt sich vom Südwesten der Vereinigten Staaten bis in den Süden Mexikos, während die südliche Population von Panama bis Argentinien verbreitet ist. Die Art wird von der IUCN dank ihrer Häufigkeit und der weiten Verbreitung als ungefährdet eingestuft, jedoch sind die Populationen rückläufig.